# Солонтай Олександр Гейзович
Олекса́ндр Ге́йзович Солонта́й (нар. 28 липня 1980, Ужгород) — керівник програми практичної політики, експерт Інституту Політичної Освіти, засновник та перший Голова ВМГО «Фундація регіональних ініціатив», колишній очільник партії «Сила людей», громадський діяч.
Навчався в Інституті міжнародних відносин КНУ ім. Т. Шевченка за фахом «Міжнародні відносини» та аспірантурі Закарпатського державного університету.

## Професійна діяльність
З 2005 року експерт, а з 2007 року постійно працює в Інституті політичної освіти, де ініціював та взяв участь у запровадженні нових програм для фахівців з транскордонного співробітництва, депутатів, громадських діячів, журналістів та ЗМІ з політичної освіти. Став учасником авторської групи випуску серії посібників для депутатів місцевих рад «Що має знати депутат місцевої ради?», ч.1-5. та низки інших видань.
- 2008—2009 рр. — зав.центром молодіжної політики, радник директора державної наукової установи «Державний інститут розвитку сім'ї та молоді»;
- 2005—2006 рр.- помічник-консультант депутата Верховної Ради України Олександра Кеменяша[2];
- 2005 рік — менеджер програми розвитку громадянського суспільства з виборчих проектів Міжнародного фонду «Відродження»;
- 2002—2003 рр. — Асоціація міст України (програма RTI за фінансової підтримки USAID), консультант;
- 2001—2003 рр. — спеціаліст науково-дослідного сектора, Голова Наукового товариства студентів та аспірантів УжДІІЕП (ЗакДУ).
- 2001—2003 рр. — Закарпатська обласна державна телерадіокомпанія, програми «Молодіжний четвер», «Контакт», теле- і радіо-ведучий.

У 2008 році, як завідувач відділу молодіжної політики наукової установи Державний інститут розвитку сім'ї та молоді (нині — Державний інститут сімейної та молодіжної політики), виступив одним з розробників Доктрини молодіжної політики, підготовленої на замовлення Кабінету Міністрів України. Доктрина була підготовлена відповідно до глави 1.8 «Соціальний захист» програми роботи уряду (Постанова Кабінету Міністрів України від 16 січня 2008 року N 14 [Архівовано 4 березня 2016 у Wayback Machine.] "Про затвердження Програми діяльності Кабінету Міністрів України] «Український прорив: для людей, а не політиків».
У 2008—2009 рр. співавтор державних щорічних доповідей про становище дітей та студентської молоді:
- Про становище дітей в Україні (за підсумками 2007 року)[недоступне посилання з липня 2019] / К.: Міністерство України у справах сім'ї, молоді та спорту. Державний департамент з усиновлення та захисту прав дитини. Державний інститут розвитку сім'ї та молоді — 2009. — 242 с.

- Студентська молодь України: сучасний вимір (за підсумками 2008 року) / К.: Міністерство України у справах сім'ї, молоді та спорту. Державний інститут розвитку сім'ї та молоді — 2009. — 162 с.

До підготовки доповіді щодо становища студентської молоді України залучив студентські організації та спільно з колегами ініціював проведення соціологічного дослідження, яке було проведено, широко презентовано, використовується значним колом дослідників та науковців проблем українського студентства.

## Участь у молодіжному русі
- з 2007 р. — член національного комітету громадянської кампанії «Молодіжна варта: молодь за вами спостерігає!»;

- 2004 р. — очолив ВМГО «Фундація Регіональних Ініціатив», яку очолював 2 строки поспіль, а в 2008—2010 роках очолював Раду Старійшин;

- у 2002—2004 роках створив та очолював організацію «Фундація Регіональних Ініціатив» в Ужгороді, пізніше на Закарпатті;

- 6 квітня 1999 року виступив співзасновником закарпатської обласної молодіжної організації «Молодіжне об'єднання "Наше покоління"» м. Ужгород, обраний головою правління.

- 1997—2003 рр. був учасником створення студентської ради, очолював Наукове товариство студентів та аспірантів УжДІІЕП (ЗакДУ);

- з 1996 року є активним учасником молодіжного руху.

Після визнання на місцевому рівні у 2002—2004 рр., ініціював розбудову всеукраїнської організації Фундація Регіональних Ініціатив, де пройшов шлях від голови оргкомітету з створення міської організації найменшого обласного центру (Ужгород) до лідера — за визначенням експерта газети «Дзеркало тижня» найрезультативнішої всеукраїнської молодіжної організації 2005-го року. Розбудовуючи нову організацію, відмовився від фінансової підтримки за бюджетний рахунок, публічно викриваючи корупційну складову системи державної фінансової підтримки громадських організацій.
У 2004 році, як Голова організації «Фундація Регіональних Ініціатив», виступив одним з ініціаторів громадянської кампанії «Пора!», був речником інформаційно-просвітницької кампанії «Хвиля свободи» (т. зв. «жовта Пора») [Архівовано 30 вересня 2014 у Wayback Machine.]. Будучи одночасно учасником «жовтого» та «чорного» відгалужень Пори та координатором регіонів у «жовтій Порі», забезпечив координацію дій різних крил кампанії. Активний учасник дій громадськості під час та після виборів у м. Мукачево.
Після завершення кампанії у статті Правда про ПОРУ очима зсередини [Архівовано 9 лютого 2019 у Wayback Machine.] розкрив особливості перебігу і формування кампанії Пора!, створення «жовтого» та «чорного» відгалужень, засудив створення партії з однойменною назвою.
Під час головування у ВМГО «Фундація Регіональних Ініціатив» разом з активом займався реалізацією щорічних проектів: «Фонд підтримки бібліотек», «Молодіжний рейтинг року», Табори «Лідер» під горою Говерла та «Крок до лідерства» на озері Синевир, «Молодіжна варта», «Наше кіно», «ФРІ-хата» та ін. Організація отримала всеукраїнську реєстрацію, сформувала внутрішні традиції самоорганізації та незалежності, розбудувала осередки в усіх регіонах України.
За підсумками співпраці з Міжнародним республіканським інститутом (США) у 2007-08 роках, в урочистому виданні, присвяченому 25-річним підсумкам роботи, винесено подяку як одному з найкращих експертів-волонтерів.
Як досвідчений громадський діяч, долучався до підготовки методичних та навчальних молодіжних матеріалів для громадських активістів. Серед них:
- Нове покоління влади в Україні: перспектива молоді. Дослідження, позиції, коментарі / Громадська організація "Фонд «Європа ХХІ»: Київ: 2011 — 92 с.

- Об'єднання співвласників багатоквартирного будинку. Книжечка громадського активіста. Довідник / О.Солонтай, Р.Томенчук, Київ: Інститут Політичної Освіти: 2008 — 60 с.

- Молодіжна політика на Кіровоградщині / С.Гаращенко, О.Нєдєлкова, О.Солонтай, В.Якушик. — Кіровоград: ПП "Центр оперативної поліграфії «Авангард»: 2007 — 76 с.

- Лобіювання: сутність, засади, практика застосування. Збірник матеріалів / О. Г. Солонтай, В. В. Навроцький, О. Д. Коваль, Ужгород: 2003—140 с.

Після ініційованої ФРІ та партнерами серії публікацій, резонансних статей [Архівовано 30 вересня 2014 у Wayback Machine.] для видання Українська правда та коментарів[недоступне посилання з липня 2019] газеті Дзеркало тижня, спільно з колегами з УНЦПД домігся реформування всієї системи державної фінансової підтримки громадських організацій став одним з співавторів Постанови КМУ «Про затвердження Порядку проведення конкурсу з визначення програм (проектів, заходів), розроблених громадськими організаціями та творчими спілками, для виконання (реалізації) яких надається фінансова підтримка [Архівовано 7 грудня 2014 у Wayback Machine.]».
По закінченню лідерства в ВМГО «Фундація Регіональних Ініціатив» сконцентрувався на громадському лобіюванні інтересів молоді в центральних органах виконавчої влади, аналізі молодіжної політики та підготовці пропозицій до нормативно-правових документів. Є автором щорічного моніторингу про стан виконання політичними партіями обіцянок щодо молоді.
На честь 70-річчя подій Карпатської України у 2009 році, спільно з земляками, які були лідерами партнерських всеукраїнських молодіжних організацій, а саме Ярославом Ілляшем (Голова ВМГО «Молодіжний націоналістичний конгрес», родом з-під м. Мукачево), Іваном Крульком (Голова ВМГО «Молодий народний рух», родом з-під Хуста) та Андрієм Шекетою (Голова виконкому ВМГО «Батьківщина молода», родом з під Міжгір'я) та ін., організовував видання, презентації та безкоштовне розповсюдження 2-х видань:
- Карпатська Україна (витяг з «Нарису історії ОУН 1920—1939 роки»). / Петро Мірчук. — К.: Українська видавнича спілка: 2009 — 87 с.
- Карпатська Україна в журналі «Пробоєм» (1934—1943) / Любомир Белей, Лесь Белей — Ужгород: ВАТ «Патент»: 2009—204 с.

## Громадська діяльність
- з 2010 р. — співкоординатор проекту Закарпатський «Громадський центр»;
- у 2006—2010 роках — депутат Закарпатської обласної ради;
- у 2003—2004 роках — член редакційної ради громадсько-політичного аналітичного часопису Закарпаття «Правозахисник», який виготовив та розповсюдив спеціальний випуск за підсумками «Мукачівських виборів» 2003-04 рр.
- у 2002—2006 роках — депутат Ужгородської міської ради.

На чергових місцевих виборах 31 березня 2002 року по в.о. № 12 обраний депутатом Ужгородської міської ради. У 2002—2006 роках був наймолодшим депутатом міськради, секретарем постійної депутатської комісії з питань законності та правопорядку, регламенту, депутатської етики, культури та спорту, міжнаціональних, міжконфесійних та міжнародних відносин, туризму, екологічної та інформації політики. Будучи депутатом міської ради виступив одним з ініціаторів змін процесу ухвалення рішень, в результаті яких було оновлено статут міста, регламент ради, запроваджено електронне голосування, розпочато публікацію рішень ради та виконавчого комітету. У 2005 році виступив одним з ініціаторів розслідування нецільового використання коштів державної субвенції м. Ужгороду, в результаті чого було заарештовано начальника управління капітального будівництва міста О.Лелекача. Після серії інших викривальних статей в ЗМІ про реальний стан справ в Ужгородській міській раді, 16 січня 2006 року був побитий перед входом в під'їзд будинку, де проживає в Ужгороді.
На чергових місцевих виборах 26 березня 2006 року обраний депутатом Закарпатської обласної ради. Член постійної депутатської комісії з питань бюджету. Під час обговорення рішення про порядок формування президії обласної ради запропонував ввести в склад президії представника опозиційної меншості. Пізніше сам посів це місце.
У грудні 2010 року ініціював створення Закарпатського «Громадського центру», як ресурсного центру розвитку громадської активності мешканців, та став його співкоординатором. Закарпатський «Громадський центр» систематично надає приміщення громадським організаціям, проводить громадські заходи, видає газету «ВАРТО знати!», підтримує проведення суспільно-корисних проектів та ініціатив, книговидання.

## Політична партія «Сила людей»
- У серпні 2019 року після програшу очолюваної політсили на виборах до Верховної ради склав з себе повноваження Голови політради партії
- У 2015 році О.Солонтай був обраний першим головою політради партії «Сила людей»

- 2014 році активісти об'єднання вирішили створити політичну партію «Сила людей», яка була зареєстрована 20.08.2014 року.

Один з лідерів об'єднання «Сила людей», заснованого у 2013 році. Члени об'єднання активно проявили себе під час Євромайдану, зокрема, долучившись до створення польової і медичної служби Майдану, онлайн трансляції з місця подій, інформаційної кампанії. Крім того, було створено проект «СВОЇ», метою якого є фізичний, юридичний, медичний та інформаційний захист членів об'єднання та інших громадян.
13 лютого 2014 року під час проведення Олександром Солонтаєм зустрічі з громадянами у донецькому кафе «Клевер хаус» близько 30 молодих осіб напали на них та побили людей. Міліція, що приїхала на виклик, відвезла до відділку учасників зібрання, тоді як «тітушок» не затримувала.

## Цікаві факти
3 червня 2012 року прилетів до Москви, щоб прочитати лекцію про політичну ситуацію в Україні активістам політради руху «Солідарність». По прильоті в аеропорт Домодєдово був затриманий російською прикордонною службою без оголошення причин затримання і того ж дня був відправлений літаком назад до України. Причому його документи прикордонники віддали пілотам літака, з умовою, що Олександр Солонтай їх зможе отримати тільки після приземлення в Києві.
Російський консул, котрий представляв російське МЗС, повідомив, що «це рішення ФСБ».
Перед цим Олександр Солонтай прилітав до Москви для зустрічі з громадськими активістами 13 травня цього ж року. Того разу Солонтая в аеропорту перевіряли 30 хвилин
Провів у Києві акцію «Марш безквартирної молоді», у ході якої молоді люди, котрі не мають власного житла, пройшли ходою центром столиці.
Участь в акції брали всі охочі молоді люди, в яких половина зарплатні іде на оренду житла.

## Публікації
У 2008—2011 рр. став автором, редактором або співавтором книг:
- Правові умови розвитку громадянського суспільства в Україні. Що потрібно зробити? / М. В. Лациба, А. О. Красносільська, О. Ю. Вінніков, Д. С. Ковриженко, Л. Л. Сідельнік, О. Г. Солонтай, Л. І. Чорній, Т. Г. Яцків; Укр.незалеж.центр політ.дослідж. — К.: Агентство «Україна», 2011. — 132 c.
- Методичні рекомендації щодо практичного впровадження Закону України «Про доступ до публічної інформації» / М. В. Лациба, О. С. Хмара, В. В. Андрусів, О. Л. Ващук, Р. Б. Головенко, Г. М. Красноступ, О. В. Нестеренко, І. І. Нікітчук, І. Є. Розкладай, О. Г. Солонтай, В. В. Таран, Т. Г. Яцків; Укр.незалеж.центр політ.дослідж. — К.: Агентство «Україна», 2011. — 144 c.
- Державне фінансування організацій громадянського суспільства. Як запровадити європейські стандарти? / О. Ю. Вінніков, Д. С. Ковриженко, М. В. Лациба, К. С. Рубановський, О. Г. Солонтай, Л. І. Чорній; Укр.незалеж.центр політ.дослідж. — К.: Агентство «Україна», 2010. — 224 c.
- ВЛАДА НАД ГРОМАДОЮ чи ВЛАДА ГРОМАДИ? / О. Г. Солонтай, Л. Б. Грицак, О.Волочай, І. П. Лопушинський, О.Круківський, А. М. Странніков; За ред. Олександр Солонтай, Олена Волочай, Агнєшка Коморовська, Інститут Політичної Освіти — К.: 2010. — 252 c.
- Розвиток громадянського суспільства України в 2008 році. Плани на майбутнє / О. П. Айвазовська, О. Ю. Вінніков, Г. М. Голубовська-Онісімова, А. В. Гулевська-Черниш, Є. Ю. Захаров, М. В. Лациба, Л. Л. Сідєдьник, О. Г. Солонтай, О. В. Супрененко; за ред. М.Лациби.; Укр.незалеж.центр політ.дослідж. — К.: Агентство «Україна», 2009. — 84 с.
- Як ошукати місцеву громаду. 50+1 спосіб / О. Г. Солонтай, Р.Томенчук, А. М. Странніков, Л. Б. Грицак; Інститут Політичної Освіти. — К.: 2008. — 233 с.